# National Weather Service

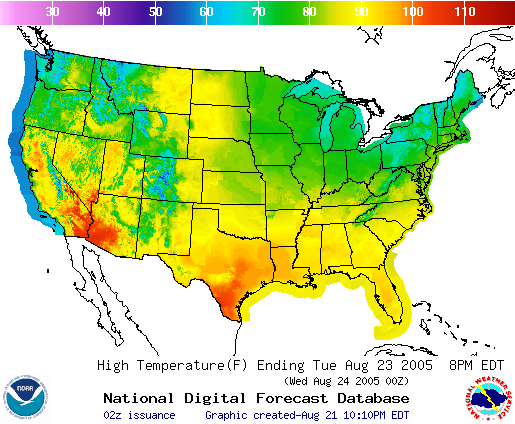
Maximum hőmérsékletek az USA szárazföldi területén

Az amerikai Nemzeti Meteorológiai Szolgálat (National Weather Service) az Egyesült Államok szövetségi kormánya ügynöksége, amelynek feladata, hogy időjárás-előrejelzéseket, veszélyes időjárásra vonatkozó figyelmeztetéseket és időjárással kapcsolatos egyéb információkat biztosítson a szervezetek és a nyilvánosság számára a védelem, a biztonság és az általános tájékoztatás céljából. Az Amerikai Egyesült Államok Kereskedelmi Minisztériuma részlegének, a Nemzeti Óceán- és Légkörkutatási Hivatal (NOAA) részeként működik. Székhelye Silver Spring, Maryland állam. Az ügynökség 1890-től United States Weather Bureau néven volt ismert, amíg 1970-ben fel nem vette jelenlegi nevét.
Az NWS elsődleges feladatát országos és regionális központok, valamint 122 helyi Nemzeti Meteorológiai Szolgálat időjárás-előrejelző irodáinak (Weather Forecast Offices) összegyűjtött adatain keresztül látja el. Mivel az NWS az amerikai szövetségi kormány egyik ügynöksége, termékeinek többségének szerzői jogi státusza közkincs, és ingyenesen hozzáférhető.

## Tevékenységi területei
Amiket az intézet figyel, és ahol előrejelzéseket végez.
- Tűzvészek
- Polgári repülés
- Viharok
- Folyók vízállása, áradás
- Tengerek, óceánok
- Hurrikánok
- Klímaváltozás

## A mérések helye
- Szárazföld (figyelt értékek: égbolt állapota (felhővel való fedettség), látási viszonyok, pillanatnyi időjárás, légnyomás, hőmérséklet, harmatpont, szélirány és szélsebesség, csapadék). A méréseket automatikusan, szabványos METAR táviratokban továbbítják. A megfigyelő helyek között nagy számban vannak önkéntes állomások is.
- Tenger (figyelt értékek: szélsebesség, szélirány és széllökés; légnyomás; a levegő hőmérséklete. Ezenkívül valamennyi bójaállomás méri a tengerfelszín hőmérsékletét, valamint a hullámok magasságát és periódusát). A kiválasztott állomásokon ezeken felül elektromos vezetőképességet és vízáramlási sebességet is mérnek. Valamennyi állomás óránkénti jelentést készít. Önkéntes hajók helyszínen mért adatokat szolgáltatnak (United States Voluntary Observing Ship).
- Magaslégkör: Egy kis méretű műszercsomagot 2 méter széles, hidrogénnel vagy héliummal töltött léggömb alá függesztenek, amit naponta 1100-kor, illetve 2300 UTC-kor engednek fel. Miközben a rádiószonda körülbelül 300 méter/perc sebességgel emelkedik, az érzékelők a nyomás, a hőmérséklet és a relatív páratartalom profilját mérik. Az USA szárazföldi területén 92 ilyen felbocsátó állomás található. A repülés nagyjából 2 órán át tart, a szonda ezalatt akár 35 km magasságba emelkedhet, és 200 km-re is eltávolodhat a felbocsátás helyétől. Amikor a léggömb a belső nyomás miatt elpukkan, egy kis ejtőernyő nyílik ki, ami fékezi a műszer ereszkedési sebességét. A csomag „eldobható”-nak számít, tehát nem gyűjtik be.

## Fordítás
- Ez a szócikk részben vagy egészben  a   National Weather Service című angol Wikipédia-szócikk fordításán alapul.  Az eredeti cikk szerkesztőit annak laptörténete sorolja fel. Ez a jelzés csupán a megfogalmazás eredetét és a szerzői jogokat jelzi, nem szolgál a cikkben szereplő információk forrásmegjelöléseként.